# Vstavač
Vstavač (Orchis) je velmi rozsáhlý rod jednoděložných rostlin z čeledi vstavačovitých. Zástupců rodu vstavač je známo asi 80, z nichž 11 druhů roste v České republice. Po poranění roní žluté mléko. Druhy v Česku se vyskytující jsou vázány spíše na sušší stanoviště v porovnání s ostatními rody čeledi vstavačovitých. Výjimku tvoří vstavač bahenní, který se vyskytuje na vlhkých loukách v nižších polohách.

## Druhy vstavačů
Druhy vyskytující se v ČR jsou uvedeny v infoboxu.
Další druhy:
- vstavač štěničný (Orchis coriophora) – v ČR dříve rostl, dnes už je vyhynulý
- Orchis collina
- Orchis papilionacea
- vstavač Spitzelův (Orchis spitzelii)